# 과잠

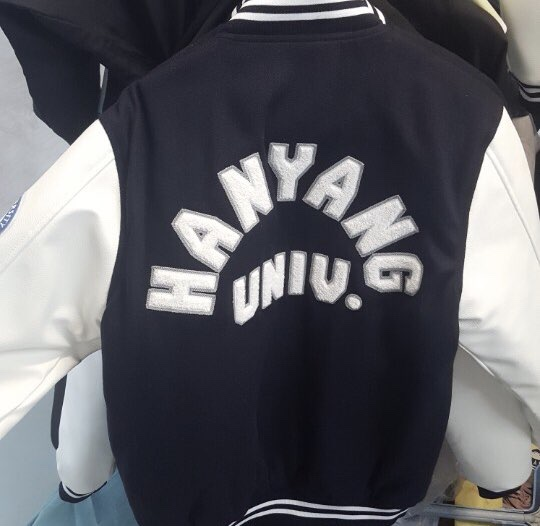
한양대학교 과잠

과잠 또는 과잠바, 과점퍼, 학과잠바, 학과점퍼는 주로 대학의 같은 학과의 구성원들이 단체로 맞춰 입는 잠바이다. 학과를 뜻하는 '과'에 잠바가 붙은 말로 다니는 대학과 소속된 학과 등이 적혀있으며 학교, 학과별로 모양과 문구 등에 차이가 있다. 최근에는 대학교 과잠에 출신 고교명을 새기는 경우도 있어 "학벌주의"를 조장하는 것이 아니냐는 지적도 나오고 있다. 대학생들에게는 패션 아이템임과 동시에 소속감을 안겨주는 역할을 한다.

## 역사
과잠은 1860년대 미국 하버드 대학 야구팀에서 결속력을 높이기 위해 같은 디자인의 점퍼를 입기 시작하였다. 이를 본 다른 학생들도 비슷한 디자인의 옷을 맞춰 입은 것이 과잠 문화의 시초이다. 보편적인 과잠의 디자인이 '야구 점퍼'의 형태로 정착한 이유도 이와 밀접한 관련이 있다.
대한민국에서는 1980년대부터 학과 내 동질감 형성을 목적으로 단체복을 만들어 입는 문화가 시작됐다. 특히 1980년대 민주화운동이 절정을 이루었을 때는 구성원간의 연대의식도 매우 높아 '과티'를 맞춰 입기도 했다. 지금처럼 '과잠'이라고 불리는 야구점퍼 형식으로 맞춰 입기 시작한 것은 1990년대 후반부터이다. 서울대학교 럭비부에서 입기 시작하자 타 운동부 및 체육교육과 학생들에게 인기를 얻기 시작했다.

## 구성
보편적으로 입는 야구점퍼 형태의 과잠은 보통 인조가죽과 멜턴 재질의 야구 잠바이다. 과잠에는 보통 대학의 마크와 이름, 학과, 학번 등의 내용이 표시되어 있으며 출신 고등학교 이름을 새기는 경우도 있다.
학교, 학과, 동아리 별로 조금씩 차이는 있지만 가장 보편적인 디자인은 가슴에 학교 이름 영문 대문자 이니셜을 넣고 팔에는 학번을 넣는다. 또한 배면에는 부채꼴 형태로 학교이름을 영문 또는 학문으로 적어 놓은 뒤 그 아래에 'univ'라 적어놓고 하단에는 학과명을 적는 형태이다. 색상은 학교 상징 컬러로 일치 시키기도 하지만 구성원들의 기호 컬러로 맞추기도 한다. 최근에는 배면에 교화(校花)를 수 놓기도 한다.

## 패션과 유행
과잠이 가장 흔히 보이는 계절인 봄을 '과잠의 계절'이라고 부르기도 한다. 과잠은 어떤 옷에나 걸쳐 입기 좋고 변덕스러운 봄 날씨에도 따뜻하기 때문이다. 최근에는 보온성을 더욱 높인 롱 패딩으로 맞춰입기도 한다. 마찬가지로 학교 이름, 과, 학번 등이 적혀있다. 야구점퍼나 롱 패딩 형태 외에도 개성있는 디자인으로 맞추기도 한다.
패션의 아이템으로 자리 잡은 과잠은 같은 학과끼리 맞추는 것을 넘어서 동아리, 학생회 등끼리 맞추기도 한다. 이처럼 소규모 집단이라도 소속감을 위해 단체복을 맞춰 입는다.
최근에는 고등학교에서도 과잠바를 입기 시작한다. 대학교와 마찬가지로 계열 및 단성/공학을 불문하고 보편적으로 퍼져있다. 서울 강북구의 자율형사립고등학교 신일고에서 2015년도부터 신입생 전원이 녹색 야구점퍼를 맞춰 입기 시작했다. 2014년도 학생회 소속 일부 학생들이 학교 이름이 새겨진 빨간색 점퍼를 입기 시작했는데 반응이 좋자 전교생들이 같은 점퍼를 입게 된 것이다. 이렇게 대학교 같은 과 학생들끼리 맞춰 입는 '과잠' 문화가 외국어고와 자사고, 국제고 등의 고등학교까지 퍼지고 있다. 학교에 대한 자부심을 키우고 동문 간 결속을 높인다는 취지에서 시작했다고 하지만 고등학생 때부터 '집단적 우월감'에 빠질 수 있다는 지적도 나오고 있다.

## 인식과 평가
긍정적 시각
과잠은 소속감과 친밀감의 표시라고 긍정적으로 평가하기도 한다. 김재휘 중앙대 심리학과 교수는 과잠 문화가 학교 자랑보다는 정체성, 연대감, 자부심의 표현이자 값싸고 편리한 패션 아이템이라고 분석한다. 또 "매슬로우 이론의 욕구위계이론과 연관 지을 수 있다. 욕구위계이론의 세 번째 단계인 '사회적 욕구'과 연결되어 있는 것'으로 과잠을 입는 행위는 소속감을 얻으려는 욕구가 내재된 현상이라고 분석했다. 덧붙여 성균관대 사회학과 교수는 소속 학교에 자부심을 가지면서 생겨난 자연스러운 현상이라고 설명한다.
부정적 시각
과잠 열풍이 시작된 2000년대부터 과잠이 학벌 과시 및 구별 짓기를 통해 학벌주의를 조장한다는 비판이 존재해왔다. 사회적 의식을 가지고 활동해야 할 지성인들이 학벌이라는 부정적 사회적 현상을 부추긴다는 시각이다. 특히 명문대 과잠은 명문대 학벌을 가지지 않은 사람들에게 상대적 박탈감을 갖게 만들며 학벌이라는 카르텔이나 인식구조를 더욱 심화시키는데 일조한다.